# Jarosław Kukulski
Jarosław Kazimierz Kukulski, (ur. 25 maja 1944 we Wrześni, zm. 13 września 2010 w Warszawie) – polski kompozytor.

## Życiorys

### Dzieciństwo i edukacja
Urodził się we Wrześni, w oficynie domu przy ul. Kościelnej 9, w rodzinie Kazimierza i Marii Kukulskich. Ukończył Liceum Muzyczne w Poznaniu i studia na Wydziale Instrumentalnym Państwowej Wyższej Szkoły Muzycznej w Poznaniu w klasie oboju.

### Kariera
Grał jazz w zespołach dixielandowych. W 1968 na II Festiwalu Piosenki Żołnierskiej w Kołobrzegu otrzymał nagrodę MON za piosenkę Zaślubinowy pierścień oraz stanął na czele instrumentalno-wokalnej grupy Waganci, której solistką w 1969 została Anna Jantar. Wskutek częstych zmian personalnych, Kukulski rozwiązał grupę i skupił się na karierze solowej żony.
W latach 70. był autorem największych sukcesów Anny Jantar, to dla niej napisał przeboje, takie jak Najtrudniejszy pierwszy krok, Tyle słońca w całym mieście czy Moje jedyne marzenie. Po śmierci piosenkarki komponował dla córki Natalii i wielu innych znanych wykonawców, w tym Ireny Jarockiej, Eleni, Krzysztofa Krawczyka, Haliny Frąckowiak, Anny German, Krzysztofa Cwynara, Felicjana Andrzejczaka, Jolanty Arnal, Bogusława Meca, Bogdany Zagórskiej, Jadwigi Strzeleckiej czy dla drugiej żony, Moniki Borys. Współpracował z największymi tekściarzami, przede wszystkim z Januszem Kondratowiczem, Markiem Dutkiewiczem, Bogdanem Olewiczem i Andrzejem Kuryłą.
W 1976 zajął pierwsze miejsce w kategorii aranżerów i drugie w kategorii kompozytorów w plebiscycie popularności „Panoramy”. W dwóch następnych latach był na miejscach 4–5. Zasiadał w jury Festiwalu Piosenki Radzieckiej w Zielonej Górze.
Skomponował muzykę do filmów: Nie zaznasz spokoju (1977), Diabelskie szczęście (1985), Komedianci z wczorajszej ulicy (1986), Pan Samochodzik i niesamowity dwór (1987). Pod koniec lat 90., na antenie TVP Polonia był nadawany cykliczny program, poświęcony twórczości wybitnych artystów, głównie kompozytorów i autorów tekstów pt. „Z archiwum i pamięci”; Kukulskiemu zostały poświęcone trzy odcinki tego programu.
Z okazji 35-lecia pracy kompozytorskiej w 2005 ukazała się płyta pt. Moje piosenki z największymi przebojami Kukulskiego.

### Choroba i śmierć

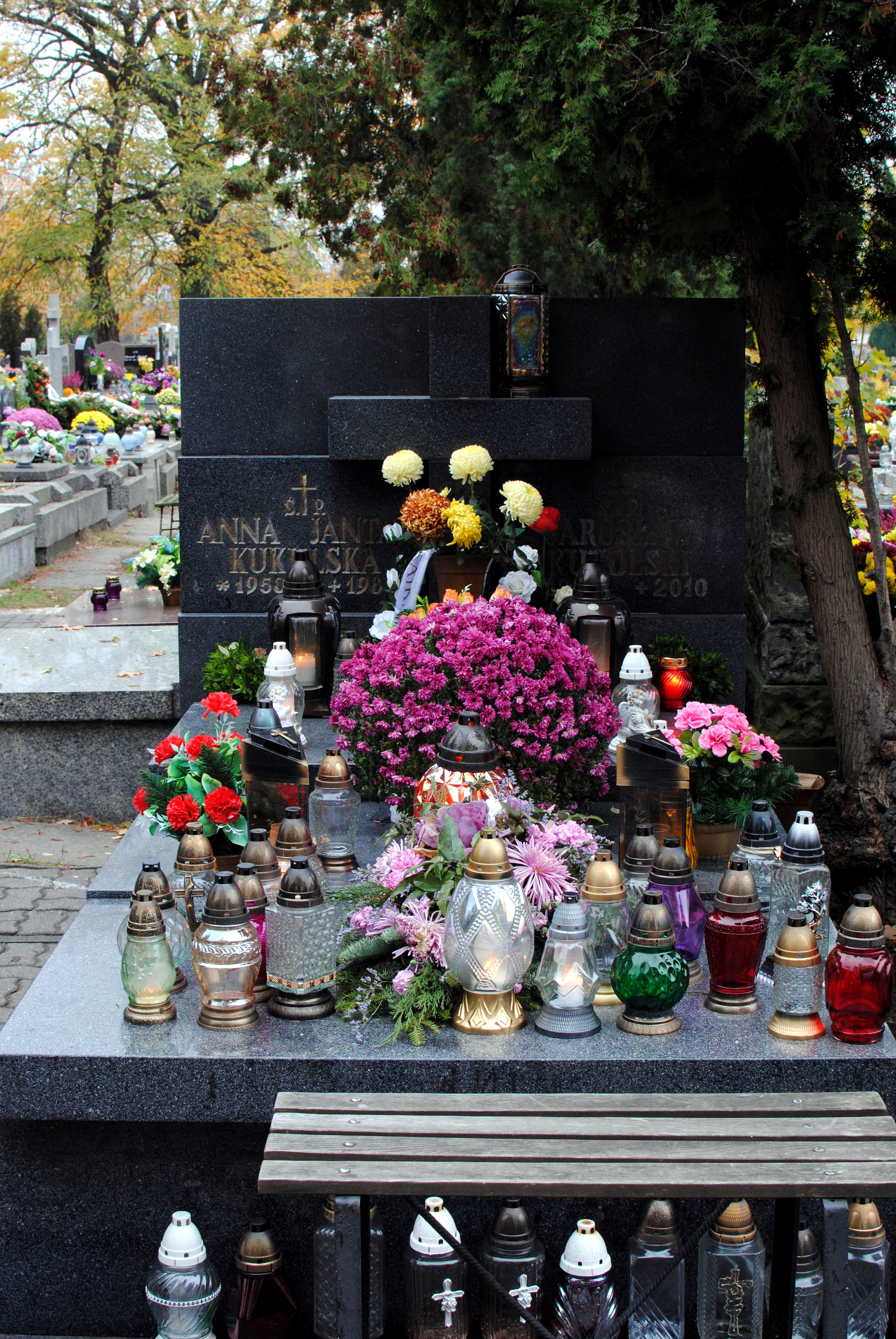
Grób Anny Jantar i Jarosława Kukulskiego na cmentarzu Wawrzyszewskim w Warszawie.

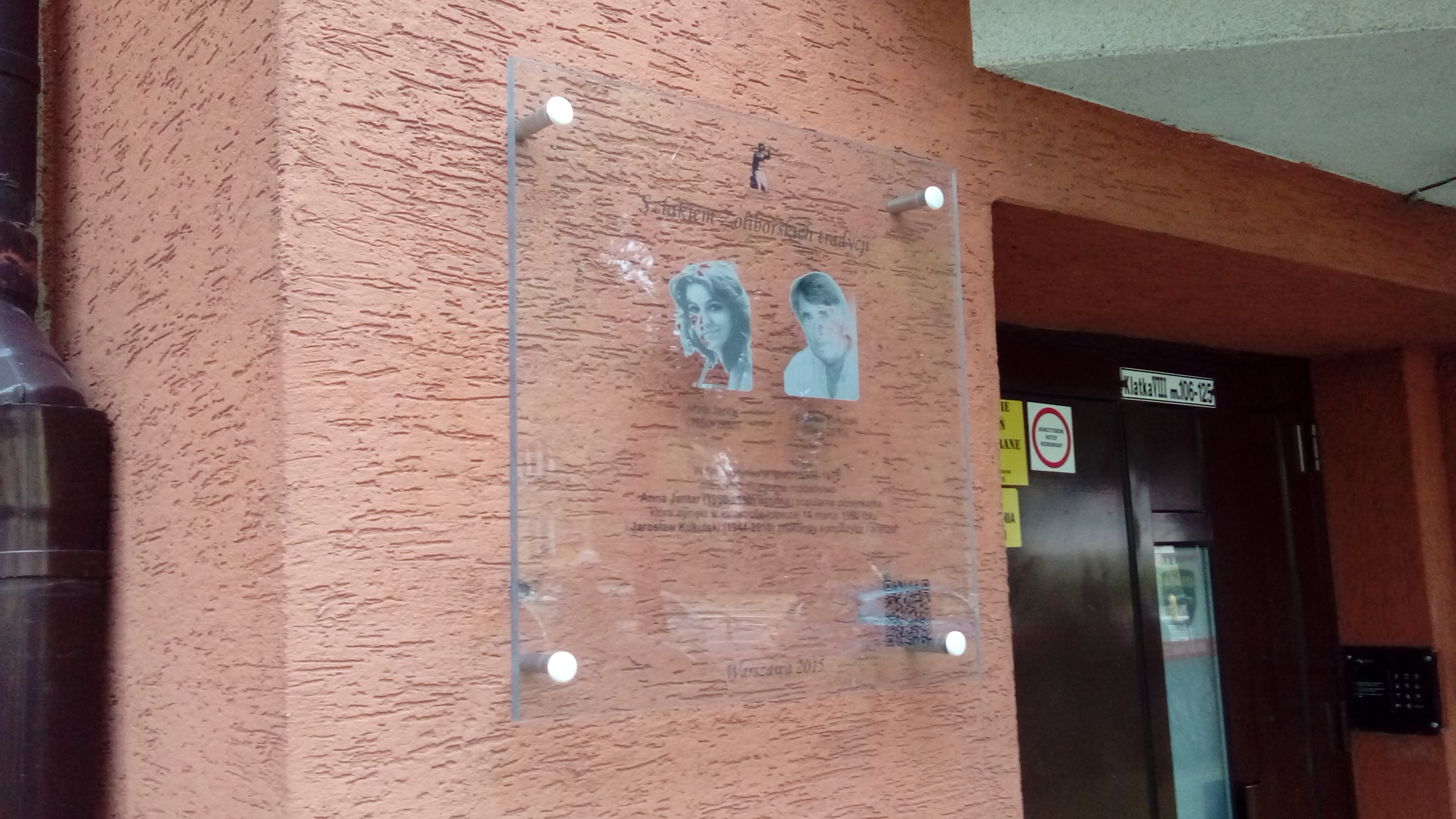
Upamiętnienie Anny Jantar i Jarosława Kukulskiego w miejscu ich zamieszkania na Żoliborzu.

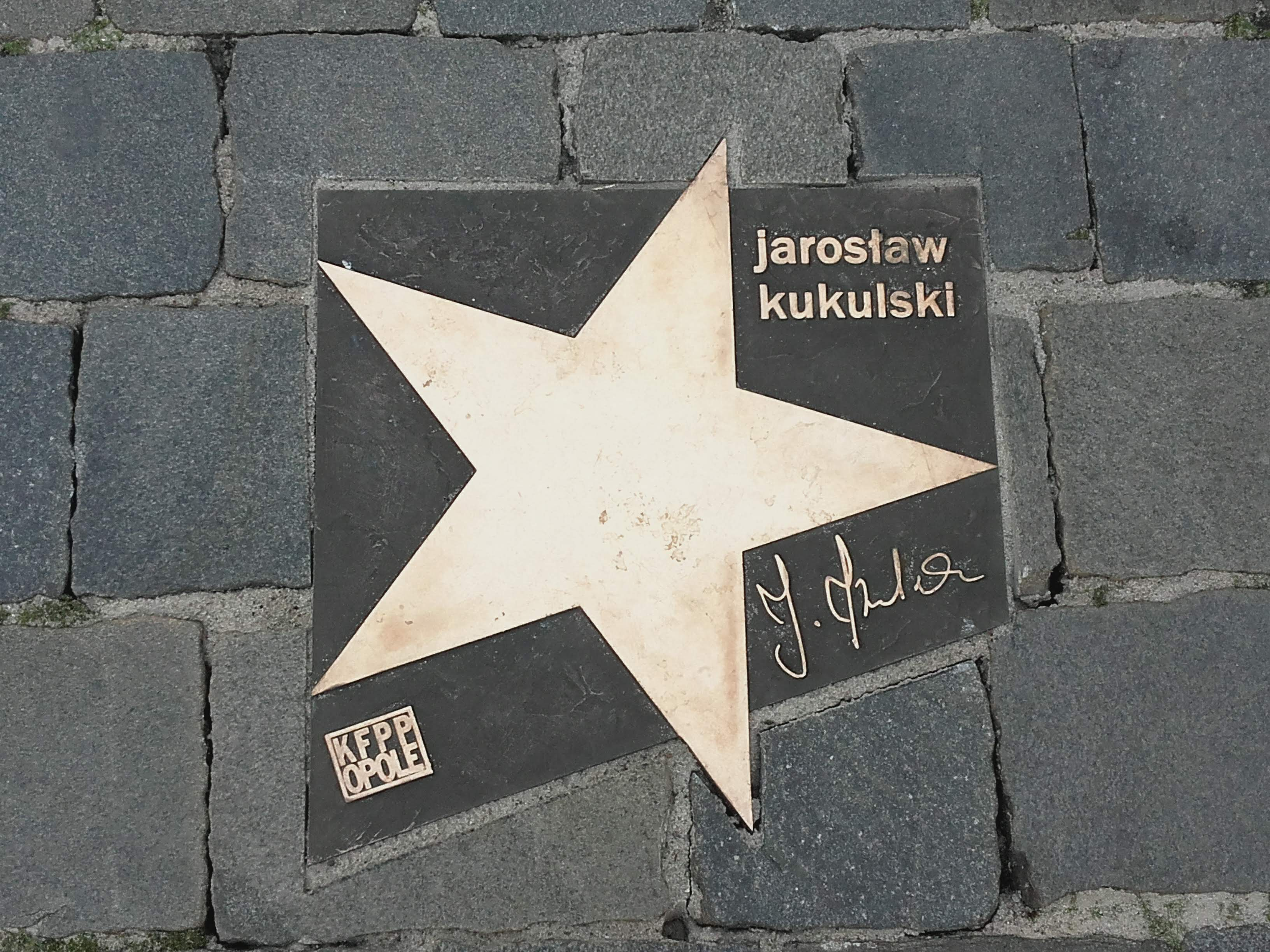
Gwiazda Jarosława Kukulskiego w Alei Gwiazd Festiwalu Polskiej Piosenki w Opolu.

Przez dziesięć lat cierpiał na tętniaka aorty brzusznej. W maju 2010 w klinice w Norymberdze przeszedł operację wszczepienia stentgraftu. Zmarł 13 września 2010 w Warszawie. Msza pogrzebowa odbyła się 20 września 2010 w kościele św. Marii Magdaleny w Warszawie. Spoczął na cmentarzu Wawrzyszewskim w rodzinnym grobowcu, obok pierwszej żony, Anny Jantar.

## Życie prywatne
Pierwszą żonę Annę Jantar (1950–1980), poznał podczas tworzenia zespołu Waganci. Para wzięła ślub cywilny 15 sierpnia 1970 w poznańskim ratuszu, a 11 kwietnia 1971 ślub kościelny w kościele pw. św. Anny w Poznaniu. W 1972 wraz z żoną przeprowadził się do Warszawy. Para miała jedną córkę Natalię (ur. 3 marca 1976 w Warszawie). Drugą żoną była Monika Borys, z którą w 1989 doczekał się syna – Piotra Kukulskiego.

## Odznaczenia
W 2004 „za wybitne zasługi w twórczości artystycznej” został odznaczony przez prezydenta Aleksandra Kwaśniewskiego Krzyżem Kawalerskim Orderu Odrodzenia Polski. W 2009 otrzymał Medal Stowarzyszenia Autorów ZAiKS.

## Upamiętnienie
W chodniku przed budynkiem, w którym się urodził, wmurowano tablicę pamiątkową z inskrypcją: 25 maja 1944 roku / w oficynie domu przy ul. Kościelnej 9 / urodził się Jarosław Kukulski / polski kompozytor / honorowy obywatel Wrześni.
W 2023 na fasadzie bloku na ul. Władysława Reymonta 21 w Warszawie, gdzie Jarosław Kukulski oraz Anna Jantar mieszkali, odsłonięto przedstawiający ich mural.